# Schloss Arndorf
Das Schloss Arndorf ist ein denkmalgeschütztes Anwesen in der niederösterreichischen Gemeinde Pöggstall. Es verfügt über einen gotischen Baukern und wurde im Laufe der Zeit mehrfach umgestaltet und erweitert.

## Geschichte
In einer Urkunde des Jahres 1321 wird Arndorf erstmals als leicht befestigter Gutshof erwähnt. Er bestand zu dieser Zeit im Wesentlichen aus einem dreigeschoßigen Kastenbau, der durch eine Wall- und Grabenanlage geschützt war. Der Kleinadelige Otto von Aer(i)ndorf hatte ihn als Lehen der Herrschaft Mollenburg inne.
Nach dem Aussterben der Aerndorfer war das Lehen zwischen 1482 und 1534 im Besitz der Familie Schauchinger. Unter deren Herrschaft wurde der gotische Bau erweitert und zu einem Renaissanceschloss umgestaltet. 1534 ging es an die Familie Kornfail, die auf dem Schloss einen protestantischen Prediger unterhielt. 1586 verkauften die Lehensherren von Mollenburg das Schloss an Johann Jöppl.
In den darauffolgenden zwei Jahrhunderten kam es zu häufigen Besitzerwechseln. Johann von Stiebar übernahm das Gut 1791 und schloss es seiner Herrschaft Artstetten an, welche wiederum 1823 durch Kaiser Franz von Habsburg erworben wurde. Die Habsburger verkauften das Schloss 1870 und es folgte wieder eine Zeit mit mehrfachem Wechsel der Besitzer. In den Jahren 1918–1976 war es Eigentum der Bundesforste, die es immer mehr verwahrlosen ließen. 1976 gelangte es in Privatbesitz und wird seitdem wieder landwirtschaftlich genutzt, instand gehalten und teilweise renoviert.

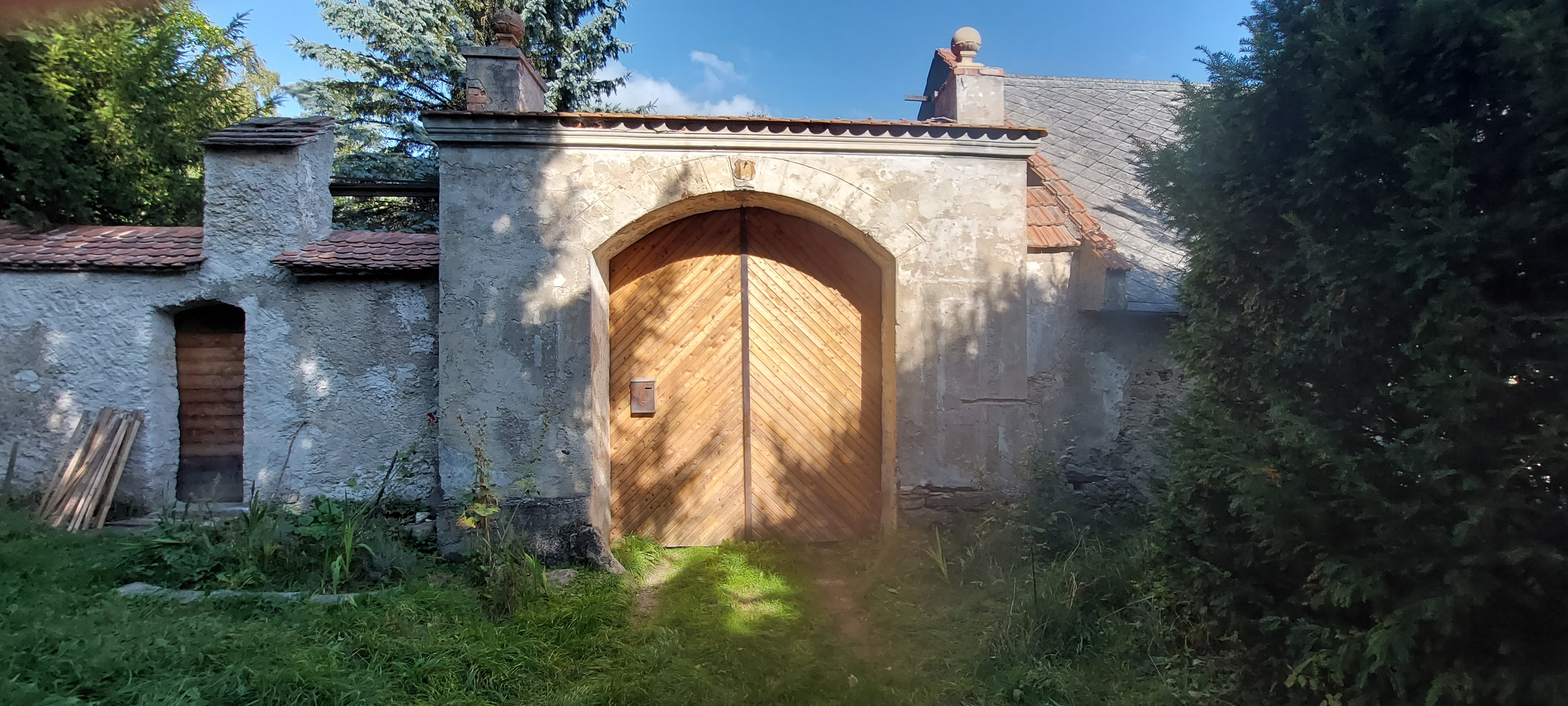
Schloss Arndorf Westeingang

## Beschreibung

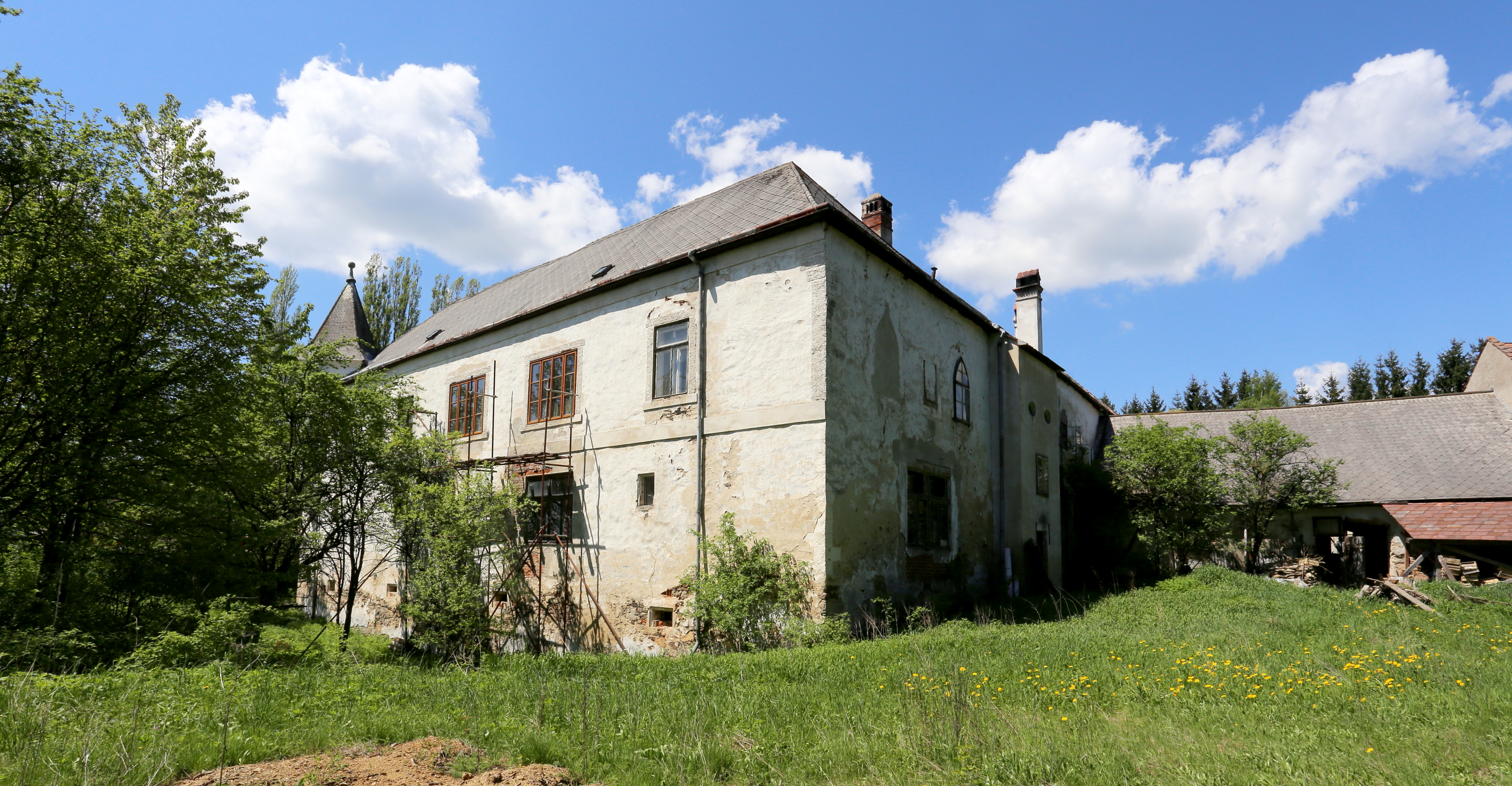
Links das zweigeschoßige Hauptgebäude und rechts das anschließende Wirtschaftsgebäude

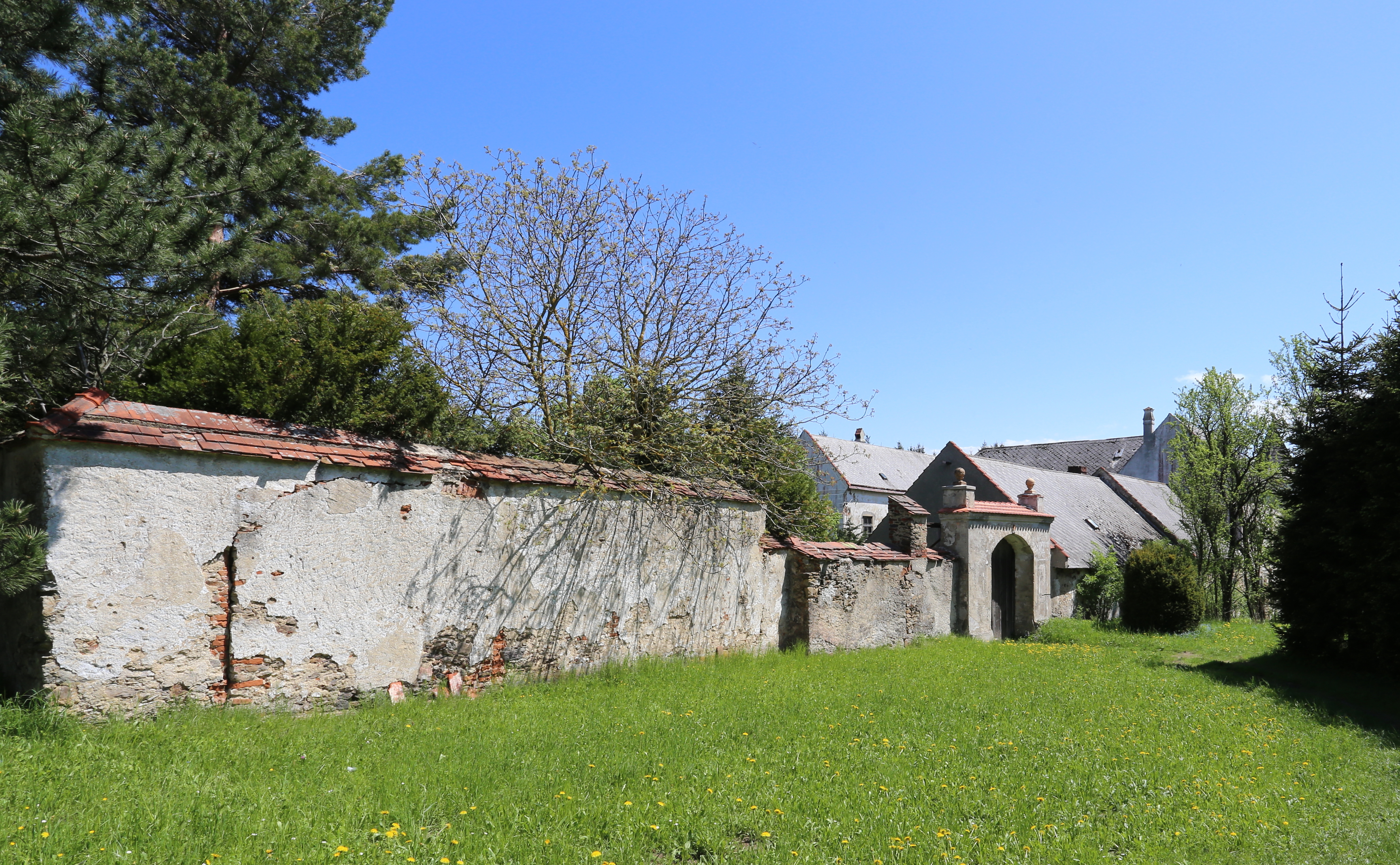
Westseitige Mauer mit einem Rundbogenportal aus dem 18. Jahrhundert

Der Baukomplex ist von einer umlaufenden Mauer mit Rundbogenportal umgeben. Von der ehemaligen Wall- und Grabenanlage sind noch Reste erhalten. Der ursprüngliche Kastenbau aus spätgotischer Zeit wurde später in einen zweigeschoßigen Quertrakt integriert.
Das zweigeschoßige Hauptgebäude hat einen hakenförmigen Grundriss und einen markanten Erker an der Südecke, der von einem geschweiften Spitzdach bekrönt wird. Dieser stammt, ebenso wie die spätgotischen Fenster der Südfront, aus der ersten Hälfte des 16. Jahrhunderts. Die Fassadengestaltung des 17. Jahrhunderts, mit vertikalen und horizontalen Putzbändern, ist nur noch teilweise erhalten. Die neugotischen Spitzbogenfenster des Obergeschoßes wurden im 19. Jahrhundert eingebaut.